# 利特奈姆
利特奈姆（法語：Littenheim，法語發音：[litənaim]）是法国下莱茵省的一个市镇，属于萨韦尔讷区。

## 地理
利特奈姆（48°43'43"N, 7°29'19"E）面积4.21 平方千米，位于法国大東部大區下莱茵省，该省份为法国大陆部分最东部的省份，是阿尔萨斯的一部分，今与上莱茵省组成了阿尔萨斯欧洲集体，其南至上莱茵省，西南接孚日省和默尔特-摩泽尔省，西接摩泽尔省，北与德国接壤。
与利特奈姆接壤的市镇（或旧市镇、城区）包括：弗里多尔赛姆、阿尔特奈姆、英格奈姆、吕普斯坦、塞索尔赛姆。
利特奈姆的时区为UTC+01:00、UTC+02:00（夏令时）。

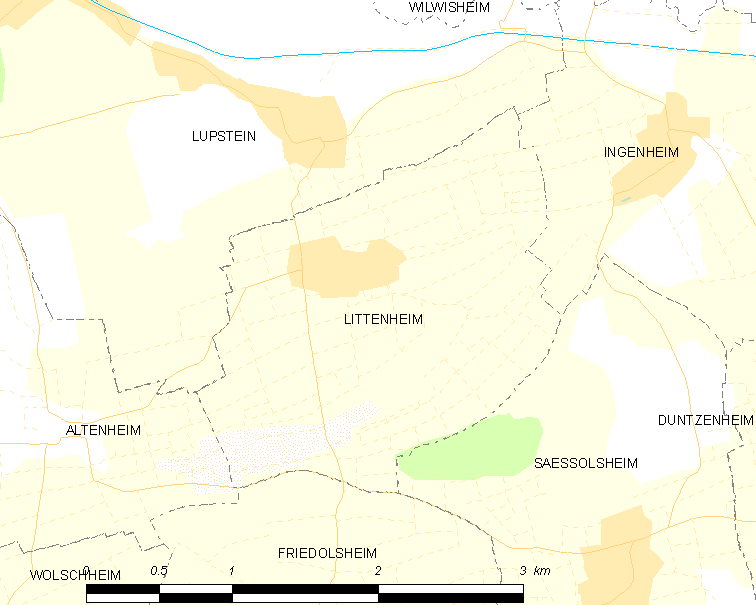
利特奈姆的OSM定位图

## 行政
利特奈姆的邮政编码为67490，INSEE市镇编码为67269。

## 政治
利特奈姆所属的省级选区为萨韦尔讷县。

## 人口

1962-2008年间利特奈姆人口变化图示

利特奈姆于2022年1月1日时的人口数量为298人。